# Hill City (Dacota do Sul)
Hill City é uma cidade localizada no estado norte-americano de Dakota do Sul, no Condado de Pennington.

## Demografia
Segundo o censo norte-americano de 2000, a sua população era de 780 habitantes.
Em 2006, foi estimada uma população de 871, um aumento de 91 (11.7%).

## Geografia
De acordo com o United States Census Bureau tem uma área de
2,0 km², dos quais 2,0 km² cobertos por terra e 0,0 km² cobertos por água. Hill City localiza-se a aproximadamente 1676 m acima do nível do mar.

## Localidades na vizinhança
O diagrama seguinte representa as localidades num raio de 32 km ao redor de Hill City.